# Vi presento l'altro me
Vi presento l'altro me (The Other Me) è un film per la televisione del 2000, basato sul libro Me Two di Mary C. Ryan.

## Trama
L'adolescente Will Browning deve almeno prendere una B al progetto di scienze se non vuole trascorrere l'estate a un campo estivo e ripetere l'anno. Vede su un giornale un kit da dove sarebbero dovuti venire fuori dei "cuccioli dell'oceano" e lo compra, accidentalmente Will con i suoi capelli produce il suo iperclone. All'inizio spaventati l'uno dell'altro si urlano contro ma poi Will decide di chiamarlo Due. Prima con lo scopo di usarlo come progetto di scienze, ma poi accorgendosi che era un genio decide di mandarlo a scuola al posto suo per alzare la sua media. Mentre Will sta a casa Due va a scuola e con la sua spontaneità conquista tutti: diventa amico del nemico di Will e accetta l'invito al ballo da una ragazza che Will evita da sei anni, e prendendo bei voti a scuola. E così Due scopre com'è bella la vita ma soprattutto vede com'è bella una famiglia e inizia a desiderarne tanto una. Intanto Will inizia ad annoiarsi e decide di tornare a scuola ma non sentendo Due che cercava di dirgli che ora la sua vita è diversa da quella di prima tornando a scuola gli sembra di vivere una vita che non gli appartiene. Due dice a Will di volersene andare a New York ma Will gli propone di restare fino al ballo scolastico e di andarci al posto suo.
I proprietari della "Fauna Oceanica", da dove Will ha comprato il kit, hanno saputo dell'iperclone umano e vogliono a qualunque costo impossessarsene. Will notandoli sente che se Due non beve una pozione diventerà uova di cuccioli marini. Così la prende e va al ballo per darla a Due ma i due proprietari prendono Will, convinti che sia lui il clone. Due, in partenza per New York, sente telepaticamente che Will ha paura, quindi lo va a liberare. Nel frattempo arriva la polizia e arresta i due della Fauna Oceanica per rapimento. Will spiega tutto ai genitori e racconta alla polizia che Due è un cugino identico che si chiama Gil. La famiglia di Will decide che Gil può restare, purché continui a mantenere quel suo ottimo rendimento scolastico e che dica a tutti che è soltanto un cugino.

## Cast
- Andrew Lawrence – Will Browning; Due o Gil
- Mark L. Taylor – Papà
- Lori Hallier – Mamma
- Alison Pill – Allana Browning
- Brenden Jefferson – Lucas
- Joe Grifasi – Conrad
- Scott McCord – Victor
- Tyler Hynes – Scottie DeSota
- Sarah Gadon – Heather
- Robert Buck – Nonno Mordechai
- Andrea Garnett – Miss Pinkerson

## Soundtrack
- "Life is a Party"

Scritta da Andy Goldman, Jamie Houston & James Dean Hicks
Performed by Aaron Carter

## Premi

### Young Artist Awards (2001)
- 2 vinti e 1 nomination

### Vinti
- Best Performance in a TV Movie (Comedy) – Leading Young Actor

Andrew Lawrence
- Best Performance in a TV Movie (Comedy) – Supporting Young Actor

Tyler Hynes

### Nominato
- Best Ensemble in a TV Movie

Andrew Lawrence, Brenden Jefferson, Tyler Hynes,  Sarah Gadon, and Alison Pill